# Francisco Alves Cavalcante
Francsco Alves Cavalcante (Batalha, 1 de janeiro de 1895 - Fortaleza, 21 de janeiro de 1985), conhecido como Chico Alves, foi um agropecuarista e político brasileiro com atuação no Piauí.
Com o governo da Revolução de 1930 o cargo de intendente municipal foi extinto; sendo criado o cargo de prefeito, assim, Francisco Alves Cavalcante foi o primeiro prefeito de Campo Maior, de 1930 a 1934. Em outubro de 1934 foi eleito deputado estadual e foi líder do governo; em 1938 volta para um segundo mandato de prefeito de Campo Maior, no período de 1938 a 1942.
Uma das realizações foi a criação da Biblioteca Municipal de Campo Maior.

## Constituinte estadual de 1935
Foi membro da Assembleia Estadual Constitute que em 18 de julho de 1935 promulgou a Constituição do Estado do Piauí de 1935, cujo texto foi publicado em 19 de julho pelo Diário Oficial do Estado do Piauí

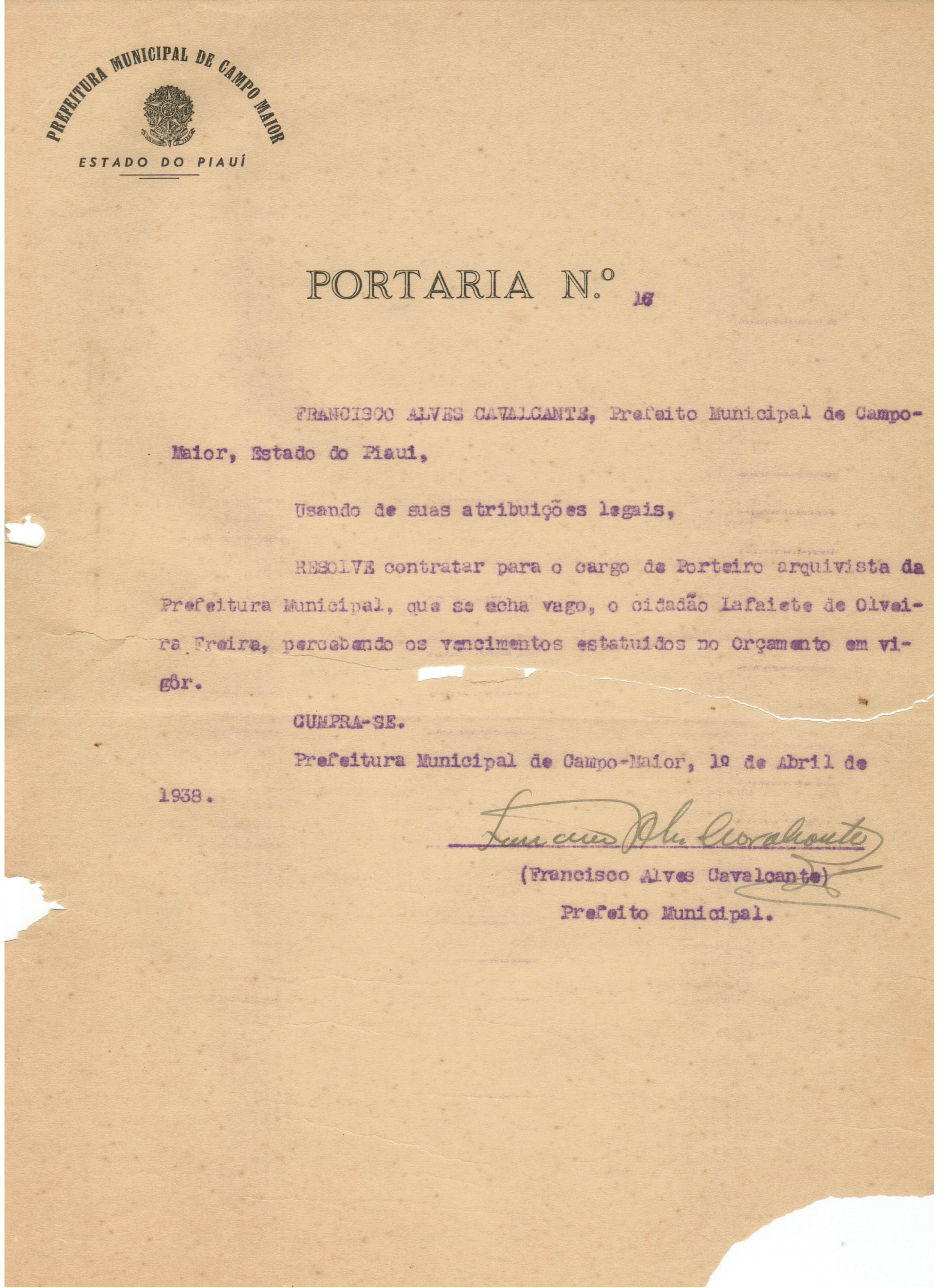
Portaria de 1 de abril de 1938.
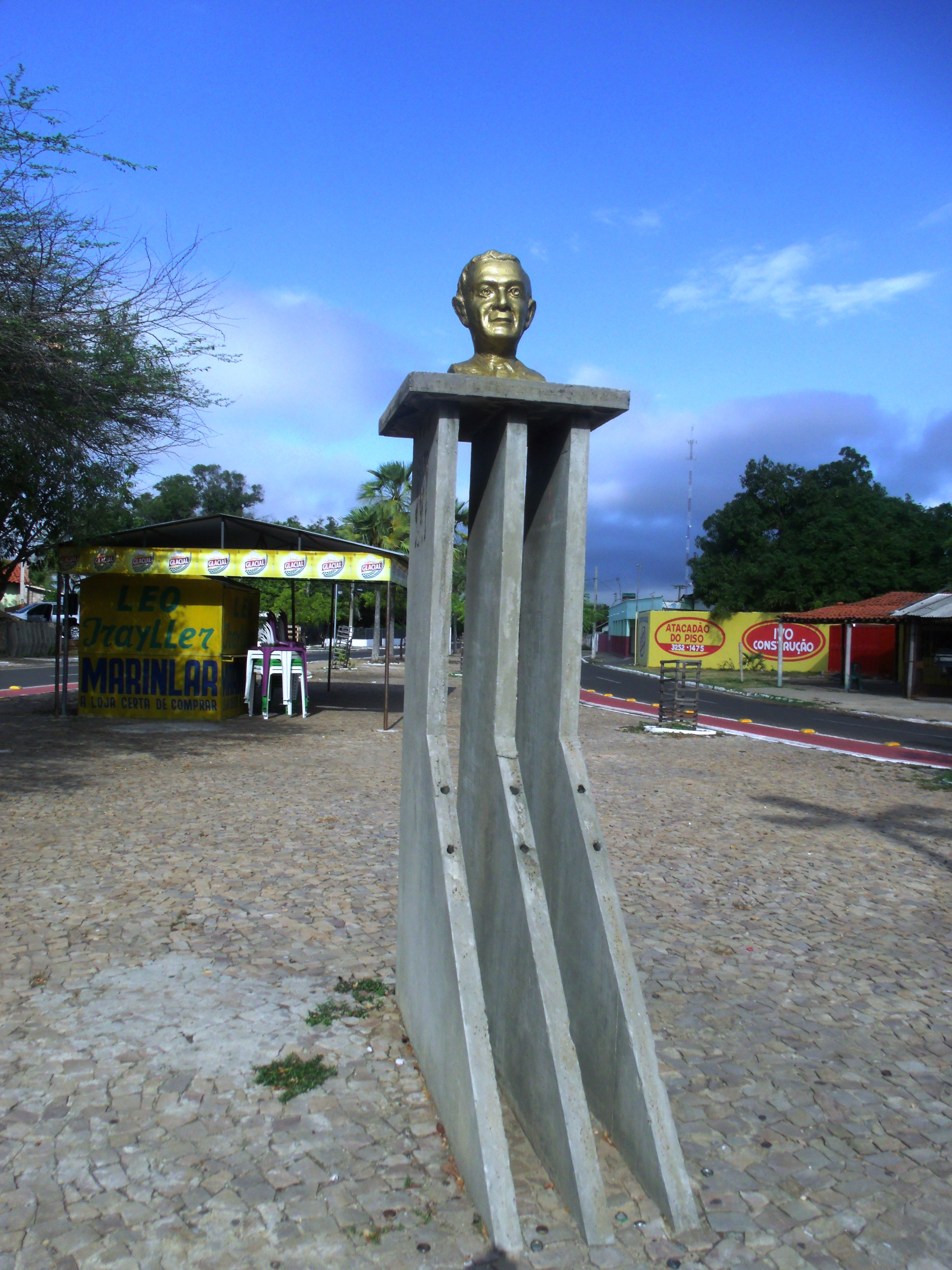
Monumento bustal numa praça em Campo Maior.
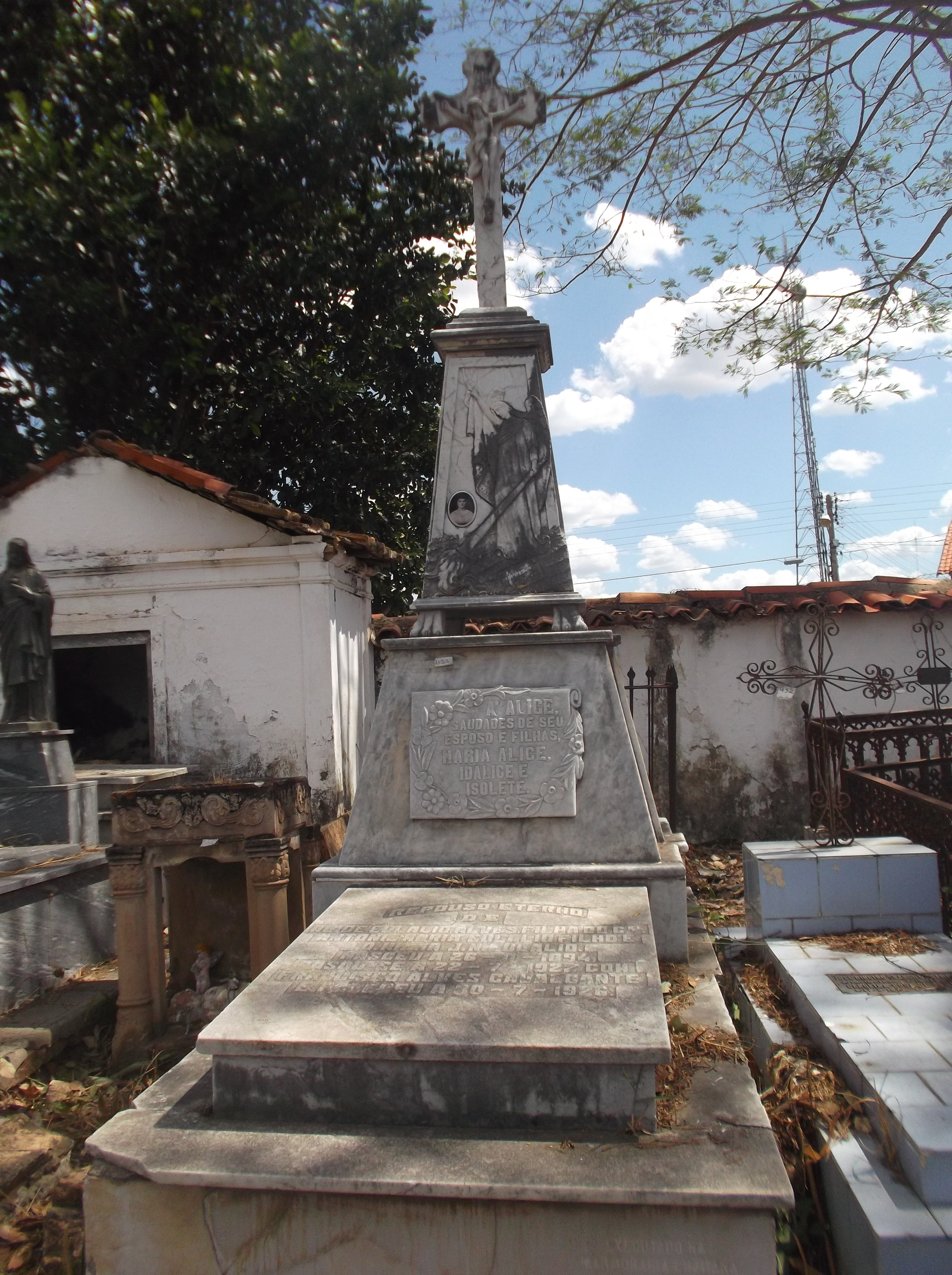
Arquitetura cemiterial do túmulo de Alice Eulálio (1894-1927), primeira esposa de Chico Alves no Cemitério da Irmandade de Santo Antonio em Campo Maior.
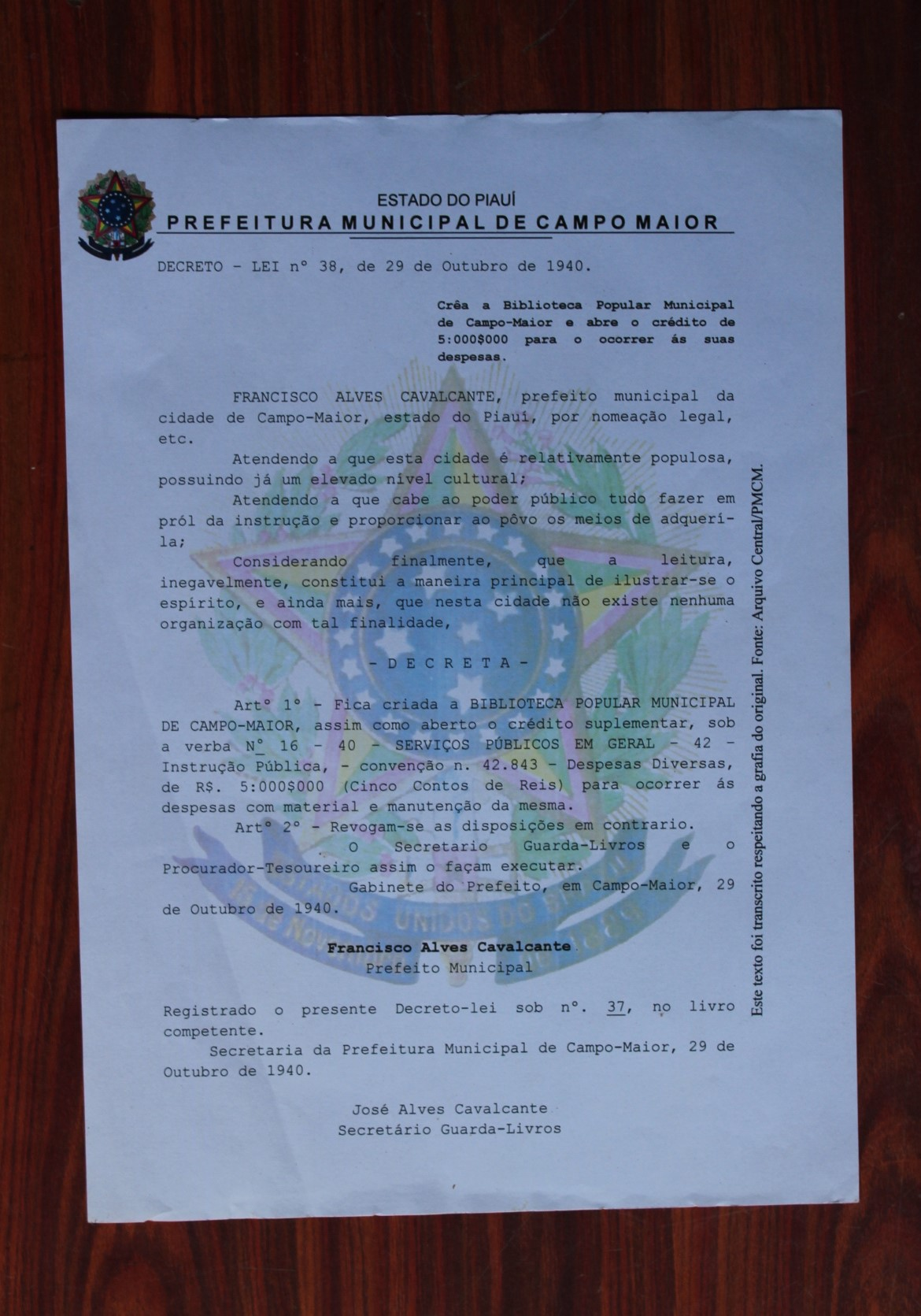
Lei de criação da Biblioteca de Campo Maior
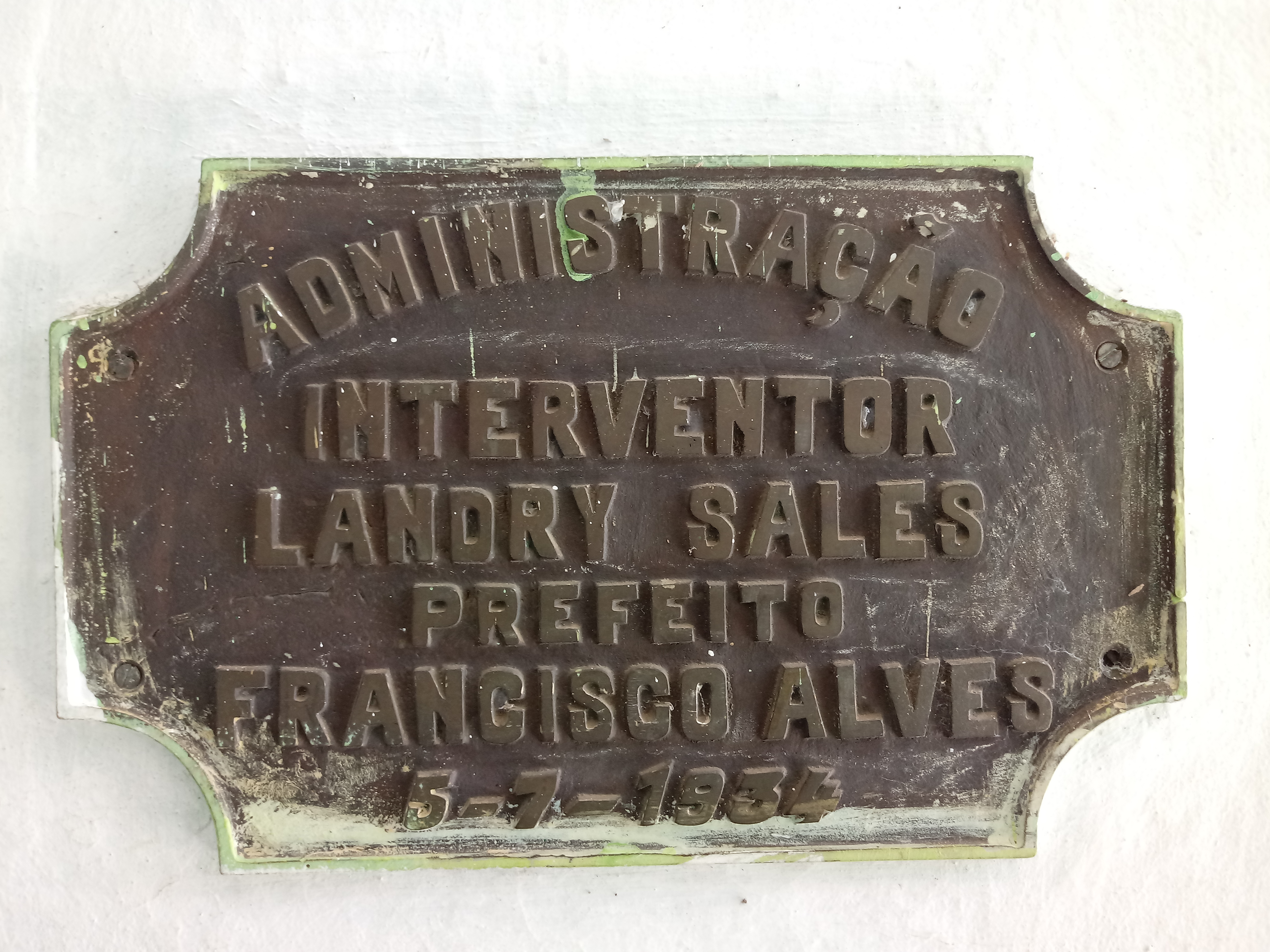
Placa de inauguração do Grupo Escolar Valdivino Tito em 1934.